# Grand Réservoir
Pour les articles homonymes, voir Réservoir.
Le Grand Réservoir était un réservoir d’eau construit en 1740 à l'emplacement de l'actuel Cirque d'Hiver. D’une contenance de 6000 m3, il était installé sur une légère éminence, vestige du bastion des Filles du Calvaire, aménagé en 1635 sur une butte de gravois pour protéger l’enceinte de Charles V ; ce bastion avait, en grande partie, été absorbé par le boulevard réalisé après 1670 à la place de l’ancien rempart. Le réservoir était alimenté par des eaux impropres à la consommation amenées par des conduites de sources situées sur les hauteurs de Belleville. Cette création était liée à la réfection contemporaine du Grand Égout creusé sur un nouveau tracé proche de l’ancien. Le réservoir était destiné à son nettoyage  par une chasse périodique de l’eau envoyée dans un canal aboutissant à l’égout à l’emplacement de l’actuelle place de la République. Cette canalisation longeait la rue des fossés du Temple (actuelle rue Amelot) tracée après 1670 au bord du fossé de l’ancienne enceinte démantelée.
L’eau était aspirée pour être conduite dans le réservoir et refoulée dans l’égout par des pompes actionnées par des chevaux.
Le roi Louis XV et la Reine visitèrent cette installation en 1740.
Le réservoir fut vendu par la Ville et détruit en 1779 à une époque où le grand égout était en cours de couverture. Sa suppression entraina la dégradation de l’égout devenu souterrain qui fut parfois partiellement bouché avant son abandon lors de la création d’un nouveau réseau  sous le Second Empire. La partie de l'égout restée à l'air libre le long de la rue des Fossés du Temple fut recouverte dans les années 1780 avec le comblement de l'ensemble du fossé qui longeait les boulevards de la Bastille au grand égout par application de lettres patentes du roi de mai 1777.
Le terrain compris dans le périmètre du lotissement de la Nouvelle Ville d'Angoulême resta inoccupé jusqu’à la construction du Cirque d’Hiver à son emplacement en 1852.

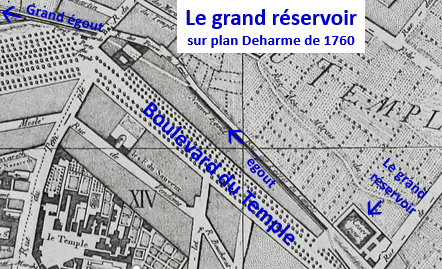
Grand réservoir sur plan Deharme de 1760